# Unyanyembe
Unyanyembe est une ville et un ancien royaume de Tanzanie. C'est dans cette ville que David Livingstone et Henry Morton Stanley se séparent. Le premier reste en Afrique alors que le second part pour l'Angleterre.